# Cochlianthus
Genre
Cochlianthus est un genre de plantes à fleurs dicotylédones de la famille des Fabaceae, sous-famille des Faboideae, originaire d'Asie, qui comprend deux espèces acceptées.

## Liste d'espèces
Selon The Plant List (21 novembre 2018) :
- Cochlianthus gracilis Benth.
- Cochlianthus montanus (Diels) Harms